# Guillaume Elmont
Guillaume Ricaldo Elmont (ur. 10 sierpnia 1981) – holenderski judoka. Trzykrotny olimpijczyk. Zajął piąte miejsce w Pekinie 2008; siedemnaste w Londynie 2012 i odpadł w eliminacjach w Atenach 2004. Walczył w wadze półśredniej.
Złoty medalista mistrzostw świata w 2005 i brązowy w 2007; siódmy w 2010 i 2014; uczestnik zawodów w 2009, 2011, 2013 i 2015. Startował w Pucharze Świata w latach 2002–2004 i 2006. Zdobył cztery medale mistrzostw Europy w latach 2006 − 2010. Wygrał igrzyska wojskowych w 2007. Trzeci na igrzyskach europejskich w 2015 roku.
Jego ojciec Ricardo Elmont reprezentował Surinam w turnieju judo w Montrealu 1976. Jest bratem Dexa Elmonta, holenderskiego olimpijczyka i judoki z 2008, 2012 i 2016 roku.

## Letnie Igrzyska Olimpijskie 2004
| Konkurencja | Rundy eliminacyjne    | Klas. końcowa |
| Konkurencja | Przeciwnik I          | Miejsce       |
| ----------- | --------------------- | ------------- |
| 81 kg       | Mehman Əzizov (AZE) P | I runda       |

## Letnie Igrzyska Olimpijskie 2008
| Konkurencja | Rundy eliminacyjne               | Rundy eliminacyjne         | Rundy eliminacyjne       | Runda finałowa      | Runda finałowa       | Klas. końcowa |
| Konkurencja | 1/16                             | 1/8                        | 1/4                      | 1/2                 | o 3. miejsce         | Miejsce       |
| ----------- | -------------------------------- | -------------------------- | ------------------------ | ------------------- | -------------------- | ------------- |
| 81 kg       | Damdinsürengijn Njamchüü (MGL) Z | Giuseppe Maddaloni (ITA) Z | Srđan Mrvaljević (MNE) Z | Kim Jae-bum (KOR) P | Tiago Camilo (BRA) P | 5.            |

## Letnie Igrzyska Olimpijskie 2012
| Konkurencja | Rundy eliminacyjne    | Klas. końcowa |
| Konkurencja | Przeciwnik I          | Miejsce       |
| ----------- | --------------------- | ------------- |
| 81 kg       | Alain Schmitt (FRA) P | 17.           |